# Standaardtype Eijs-Wittem

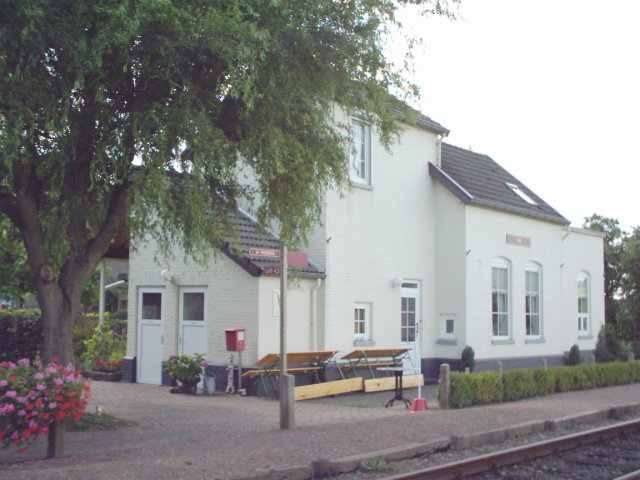
Station Eijs-Wittem

Het Standaardtype Eys-Wittem was een Nederlands stationsontwerp dat voor het eerst gebruikt werd in 1880 voor Station Eys-Wittem aan de spoorlijn Aken - Maastricht. Daarna is dit ontwerp nog twee keer gebruikt voor stations in Zuid-Limburg, aan dezelfde spoorlijn. Het was een gebouw dat bestond uit drie delen. Het had een eenlaags middendeel met zadeldak. Daarnaast had het aan de linkerkant een hoger deel met zadeldak, en aan de rechterzijde een lager deel met lessenaarsdak. De architect van dit stationstype is onbekend.

## Lijst van stations van het type Eijs-Wittem
- Station Eys-Wittem (1880), nog aanwezig.
- Station Mariënwaard (1880), gesloopt in 1970.
- Station Rothem (Meerssen) (1880), gesloopt in 1970.